# Karl Lehmann (jurist)
 For alternative betydninger, se Karl Lehmann. (Se også artikler, som begynder med Karl Lehmann)
Karl Lehmann (født 11. oktober 1858 i Tuchel, død 5. april 1918 i Bonn) var en tysk retslærd.
Lehmann blev Dr. jur. 1882, 1885 privatdocent i Berlin, 1888 professor ord. i Rostock, 1911 i Göttingen. Som retshistoriker udgik Lehmann fra Konrad Maurers skole; uden at nå sin modstander von Amira i betydning bidrog han ved en række arbejder væsentlig til fremme af studiet af
nordisk Retshistorie.
Lehmanns doktorafhandling Verlobung und Hochzeit nach den nordgermanischen Rechten des fruheren Mittelalters (1882) efterfulgtes af Die Njálssage insbesondere in ihren juristischen Bestandtheilen — sammen med Hans Schnorr von Carolsfeld — (1883, med forord af Maurer), der på forskellige punkter mødte modsigelse, af blandt andre Finnur Jónsson, Der Konigsfriede der Nordgermanen (1886), Abhandlungen zur germanischen, ins-besondere nordischen Rechtsgeschichte (I—III, 1888), Die Rigspula (1904), Zum altnordischen Kries- und Beuterecht« (1913) og andre.
Af L.s øvrige retshistoriske Værker skal fremhæves hans Udg. af Leges Alamannorum (i
Monumenta Germaniæ, V, 1888), »Die Entstehung der Libri feudorum« (1891), Consuetudines
Feu-dorum (Libri feudorum, jus feudale Langabar-dorum) I, Compilatio antiqua (1892), »Das
lan-gobardische Lehnrecht« (1896), »Rezeptionen germanischer Rechte« (1905) foruden en
Mængde Afh. og Art. i retsvidenskabelige og filologiske Tidsskr og Samleværker. Af ringere Værd
er L.s Bidrag til den retshistoriske Bibliografi. Det historiske Element gjorde sig ogsaa
gældende i L.s rige handelsretlige Forfatterskab. »Die geschichtliche Entwicklung des Aktien-
reehts bis zum Code de Commerce« (1895), »Das Becht der Aktiengesellschaften« (I, 1898,
II, 1904), »Lehrbuch des Handelsrechts« (1907, 2. Udg. 1913), »Deutsches Handelsrecht« (I—
II, 1909, ny Udg. ved Heinrich Hoeniger, I, 1921) o. a. Med V. Ring udgav L. en
Kommentar til »Das Handelsgesetzbuch« (I, 1899, II, 1901, 2. Opl. 1914), med Otto Schreiber 9.
Opl. af Emil Friedbergs »Die Handelsgesetz-gebung des deutschen Reiches« (1912); han var
Medarbejder ved Kæmpeværket »Die Handels-gesetze des Erdballs«, og efter L. Goldschmidts
Død 1897 ledede han dennes toneangivende »Zeitschrift fur das Gesamte Handelsrecht
und Konkursrecht«. Under 1. Verdenskrig udsendte L. »Der Krieg und die Bestrebungen
auf Vereinheitlichung des Privatrechts« (1915). L. var Medlem af Videnskabsselskabet i Kria.